# Pidonia aestivalis
Pidonia aestivalis là một loài bọ cánh cứng trong họ Cerambycidae.